# La mala ora
La mala ora (La mala hora) è un romanzo dello scrittore e giornalista colombiano Gabriel García Márquez, pubblicato per la prima volta in lingua originale nel 1962 a Madrid (in un'edizione non autorizzata dall'autore) e in Italia nel 1970 presso l'editore Feltrinelli, con traduzione di Enrico Cicogna.

## Ambientazione
Il romanzo è ambientato in una immaginaria località della Colombia che non è Macondo, la fantastica cittadina fluviale creata da Gabriel García Márquez nelle sue opere più famose, tra il 4 e il 21 ottobre del 1956, cioè contemporaneamente al precedente romanzo breve Nessuno scrive al colonnello.

## Trama
Uscito di casa per recarsi al lavoro, César  Montero trova affisso alla porta di casa un foglio con una pasquinata. Si reca a casa del musicista Pastor e gli spara a sangue freddo, trucidandolo davanti agli occhi della madre. L'alcalde lo arresta, poi in un impulso legalitario affida l'inchiesta sull'omicidio al giudice Arcadio, il cui predecessore è stato trucidato dopo aver messo in chiaro che non voleva brogli alle elezioni di facciata organizzate dal regime. Arcadio decide di scoprire chi è l'anonimo autore delle pasquinate apparse in città, che con le loro diffamazioni anonime hanno già rovinato famiglie  e adesso anche causato un morto ammazzato.
Dopo aver resistito lungamente a un ascesso al dente, l'alcalde, che è un tenente di polizia, si presenta con una scorta armata dal dentista, un oppositore politico già vittima della repressione di regime. Il dentista gli estrae il molare.
Il giudice Arcadio comincia la sua indagine sull'autore delle pasquinate anonime. Padre Ángel cerca di convincere la donna del giudice a costringerlo a sposarla; dopo essere stata “acquistata” dal ricco don Sabas, lei ha trovato la tranquillità con Arcadio, e pensa che un cambiamento di questo status quo potrebbe solo danneggiarla. C'è chi lascia il paese per la vergogna dopo essere rimasto vittima di una pasquinata, ma l'alcalde non sembra particolarmente preoccupato. Viste le insistenze decide finalmente di ordinare il coprifuoco e pattugliare le strade di notte, ma non fidandosi completamente degli uomini a sua disposizione mobilita anche cittadini armati.
Nel frattempo tenta di acquistare a buon prezzo le terre e gli animali del defunto Montiel; in paese c'è già il precedente di don Sabas che dopo avere consegnato alle nuove autorità la lista dei compagni di partito in contatto con la guerriglia, ne rilevò le terre a prezzo stracciato. Il signor Carmichael, amministratore dei beni del defunto, viene arrestato perché non vuole cedere.
Il giovane Pepe Amador intanto, chiuso in prigione per violazione del coprifuoco, viene assassinato da due poliziotti. L'alcalde tenta di nascondere il fatto, lo fa seppellire di nascosto nel retro della caserma e diffonde la notizia che è fuggito dal paese in quanto autore delle pasquinate. Ma grazie alla madre del morto la verità viene a galla, la folla affluisce al comando di polizia e l'alcalde deve far sparare in aria per disperderla.
Durante la notte tra il 20 e il 21 ottobre avvengono una serie di sparatorie, al mattino padre Ángel viene informato che c'è stata una retata della polizia e una sollevazione, la prigione è piena ma ci sono uomini che stanno scappando nella selva per alimentare la guerriglia contro la dittatura. Tra di loro c'è anche il giudice Arcadio.

## Critica
Il romanzo può essere considerato un vero e proprio crocevia di personaggi e episodi apparsi nelle precedenti pubblicazioni dell'autore:
| Rose artificiali                          | Nessuno scrive al colonnello                        | Un giorno dopo sabato                             | La prodigiosa sera di Baltazar   | Uni di questi giorni | Foglie morte | Da noi ladri non ce ne sono | La vedova Montiel                                               | I funerali della Mamá Grande                          |
| ----------------------------------------- | --------------------------------------------------- | ------------------------------------------------- | -------------------------------- | -------------------- | ------------ | --------------------------- | --------------------------------------------------------------- | ----------------------------------------------------- |
| *padre Ángel *Trinidad *Mina *nonna cieca | *padre Ángel *Aureliano Buendía *don Sabas *alcalde | *alcalde *padre Antonio Isabel *Aureliano Buendía | *dottor Giraldo *signori Montiel | *alcalde             | *padre Ángel | *don Roque                  | *padre Antonio Isabel *signori Montiel *Mamá Grande *Carmichael | *padre Antonio Isabel *Mamá Grande *Aureliano Buendía |

La stesura inizia a Parigi, intorno a natale 1955, ma l'autore pensa a un racconto piuttosto che a un'opera più lunga. Il lavoro continua nei primi mesi dell'anno seguente, finché uno degli episodi si stacca per diventare il romanzo breve Nessuno scrive al colonnello che arriverà per primo alla pubblicazione.
García Márquez continua a lavorare sull'opera anche al suo ritorno a Bogotà dall'esilio europeo, per terminarlo poi nel 1961 quando già vive in Messico e lavora per l'agenzia di stampa cubana Prensa Latina. Invia infine il testo a un concorso, il Premio Nacional de Novela che la multinazionale petrolifera Esso bandisce  con la collaborazione dell'Academia de la Lengua colombiana. Il romanzo vince il primo premio che non prevede però pubblicazione.
Una prima edizione non autorizzata esce a Madrid nel 1962 per una casa editrice chiamata Talleres de Gráfica Luís Pérez. Le modifiche al testo apportate da un “correttore di stile” sono tali che García Márquez disconosce la pubblicazione.  Per questa ragione si considera come data ufficiale di apparizione quella delle edizioni Era a Città del Messico, 1966.

## Edizioni
- Gabriel García Márquez, La mala ora, Arnoldo Mondadori Editore, 1983, ISBN 0-307-35037-1.